# 奧普達爾
奧普達爾是挪威特倫德拉格郡的市鎮，位於該國中南部，面積2,274平方公里，海拔高度545米，每年平均降雨量500毫米，2011年人口6,691，人口密度為每平方公里3.0人。

## 外部連結
- Oppdal weather and snow report （挪威文）
- Municipal fact sheet from Statistics Norway